# فردریک داروشا
فردریک داروشا (انگلیسی: Frédéric Da Rocha؛ زادهٔ ۱۶ سپتامبر ۱۹۷۴) بازیکن فوتبال اهل فرانسه است.
از باشگاه‌هایی که در آن بازی کرده‌است می‌توان به باشگاه فوتبال نانت اشاره کرد.